# بخش مورشانسکی
بخش مورشانسکی (به لاتین: Morshansky District) یک سکونتگاه مسکونی در روسیه است که در استان تامبوف واقع شده‌است.